# Famiglia AirPort

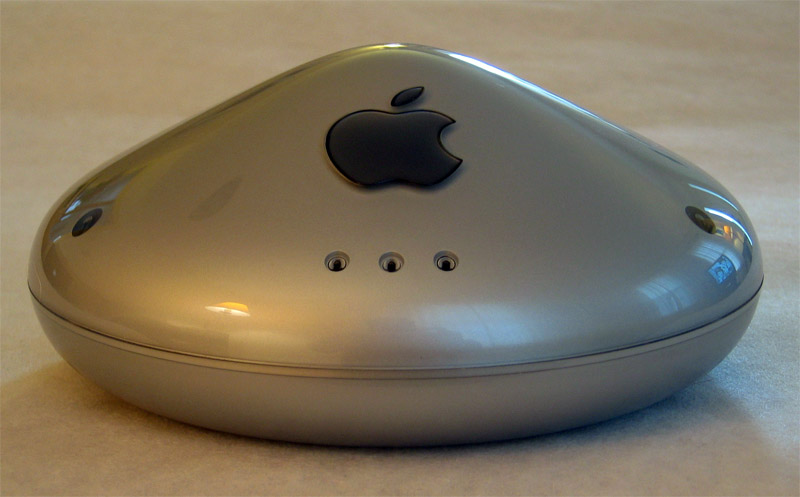
Base AirPort graphite

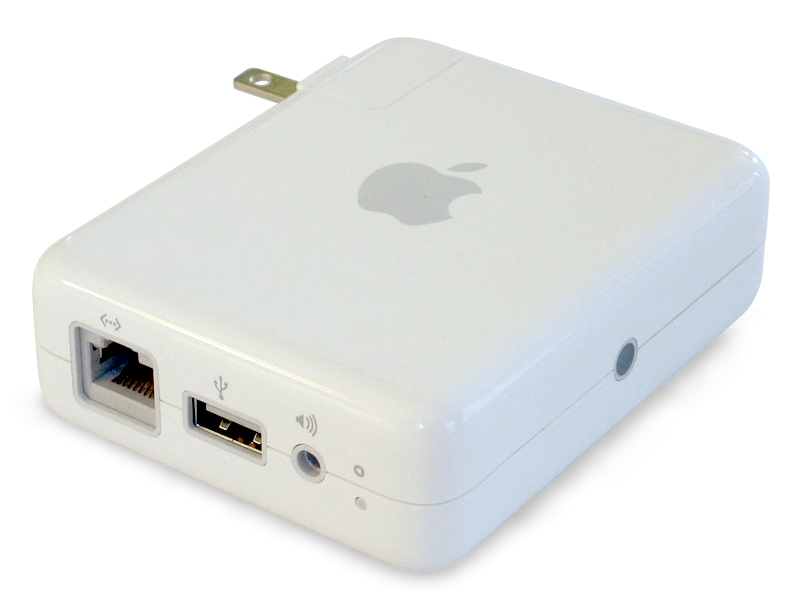
AirPort Express

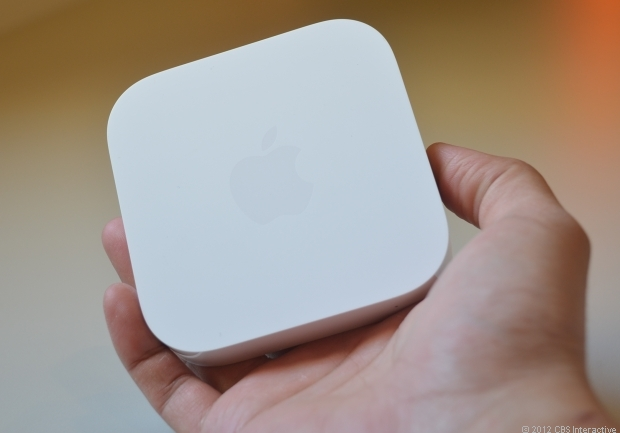
AirPort Express versione 2012

AirPort è il nome dato da Apple ai suoi prodotti con tecnologia wireless Wi-Fi per i computer Apple Macintosh. Essa originariamente si basava sul protocollo IEEE 802.11b, ma gli ultimi dispositivi utilizzano i protocolli IEEE 802.11a, IEEE 802.11g, IEEE 802.11n ed IEEE 802.11ac evoluzioni compatibili con l'originale ma fino a 40 volte più veloci. Tale protocollo consente una copertura fino a 100 metri (in campo aperto), una velocità di trasferimento di 54 Mb/s e supporta una cifratura a 128 bit per consentire comunicazioni protette da attacchi esterni.

## Storia
Apple è arrivata alla quinta revisione dei dispositivi AirPort.
La prima versione distribuita il 21 luglio 1999 era basata sul protocollo 802.11b e consentiva fino a 11 megabit al secondo di trasferimento dati. In quella occasione Apple mise in commercio una scheda da montare nei suoi computer per usufruire della connessione wireless e ovviamente una base che fornisse la connessione wireless.
La seconda versione introdotta il 7 gennaio 2003 modificò il protocollo, passando dall'802.11b all'802.11g. Questo protocollo consente una velocità massima di 54 Mb/s (per distanze massime di 50 metri in campo aperto). Da sottolineare che le velocità sono teoriche e nella pratica difficilmente si riesce a superare i 25 - 30 Mb/s.
La terza versione migliora la ricezione del segnale e introduce un sistema di cifratura molto più sicuro, basato sul WPA. Il 7 giugno 2004 viene messa in commercio una variante della base chiamata AirPort Express, questa base ha una peculiarità rispetto alle altre basi AirPort, è dotata di uscita audio. Utilizzando il software iTunes si può trasmettere musica a distanza e utilizzare la base AirPort Express per riceverla. Questo consente ad un utente di impostare una musica da diffondere nella propria casa utilizzando il computer e rappresenta un esempio della convergenza tra mondo informatico e utenza domestica.
La quarta revisione, introdotta nel gennaio 2007, aggiungeva il supporto al draft 802.11n.
La quinta versione è stata lanciata il 21 giugno 2011, di forma quadrata, seguita dalla sesta generazione a forma di torretta, che è uscita di produzione nel 2016, con lo scioglimento del team networking da parte di Apple.

## Prodotti
- Scheda AirPort
- Base AirPort
- AirPort Express
- AirPort Extreme
- Time Capsule (Apple)